# 沙尔穆瓦
沙尔穆瓦（法語：Charmoy，法語發音：[ʃaʁmwa]）是法国约讷省的一个市镇，属于欧塞尔区。

## 地理
沙尔穆瓦（47°56'29"N, 3°29'30"E）面积7.02 平方千米，位于法国勃艮第-弗朗什-孔泰大區约讷省，该省份为法国中北部省份，西接卢瓦雷省，西北接塞纳-马恩省，南至涅夫勒省，东临科多尔省，东北与奥布省接壤。
与沙尔穆瓦接壤的市镇（或旧市镇、城区）包括：拉罗什-圣西德鲁瓦纳、巴苏、舍尼、埃皮诺莱沃夫、米热讷、瓦尔拉维永。

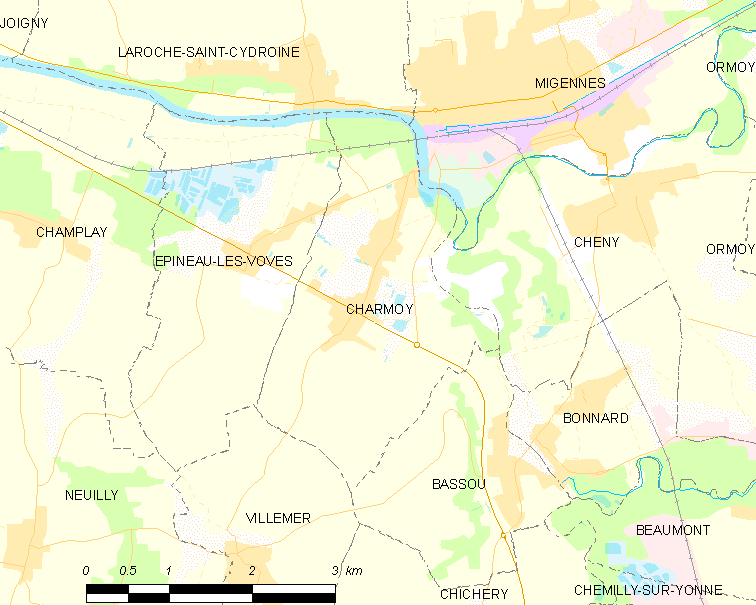
沙尔穆瓦的OSM定位图

沙尔穆瓦的时区为UTC+01:00、UTC+02:00（夏令时）。

## 行政
沙尔穆瓦的邮政编码为89400，INSEE市镇编码为89085。

## 政治
沙尔穆瓦所属的省级选区为米热讷县。

## 人口

1962-2008年间沙尔穆瓦人口变化图示

沙尔穆瓦于2022年1月1日时的人口数量为1108人。